# Рульи, Херонимо
Херо́нимо Ру́льи (исп. Gerónimo Rulli, испанское произношение: [xeˈɾonimo ˈruli]; род. 20 мая 1992[…], Ла-Плата) — аргентинский футболист, вратарь клуба «Олимпик Марсель» и национальной сборной Аргентины. Чемпион мира 2022 года.

## Клубная карьера
Херонимо начинал свою карьеру в «Эстудиантесе». Он был переведён в первую команду в 19-летнем возрасте, но дебютировал за неё лишь 9 апреля 2013 года в матче против «Арсенала». Этот матч был проигран, но голкипер оставил хорошее впечатление и стал новым «первым номером» «Эстудиантеса». В 2014 году Херонимо был продан уругвайскому «Депортиво Мальдонадо» и сразу же отправился в двухлетнюю аренду в испанский клуб «Реал Сосьедад». В сезоне 2014/15 Херонимо принял участие в двадцати двух матчах чемпионата и пропустил всего двадцать семь голов.
26 мая 2021 года Рульи в составе клуба «Вильярреал» стал победителем Лиги Европы. Финальный матч с «Манчестер Юнайтед» завершился вничью со счётом 1:1, а в серии пенальти абсолютно все полевые игроки пробили без промаха, после чего очередь дошла до голкиперов. Херонимо нанёс точный удар и отразил попытку вратаря манкунианцев Давида де Хеа, обеспечив «Вильярреалу» победу в турнире. После матча Рульи сказал, что в момент исполнения первого пенальти в своей карьере не думал ни о чём.
6 января 2023 года перешёл в нидерландский «Аякс», подписав с клубом контракт на 3,5 года.
11 августа 2024 года перешёл в марсельский «Олимпик».

## Карьера в сборной
В 2015 году Херонимо вызывался в национальную сборную Аргентины на матчи против сальвадорцев и эквадорцев, но так и не вышел на поле.
Был включён в состав сборной на чемпионат мира 2022 года в Катаре. Не сыграл на турнире ни одной минуты, но стал чемпионом мира.

## Достижения
«Вильярреал»
- Победитель Лиги Европы УЕФА: 2020/21

Сборная Аргентины
- Чемпион мира: 2022
- Обладатель Кубка Америки: 2024
- Победитель Финалиссимы: 2022